# 박민동
박민동(朴敏東)(1975년 ~ )은 대한민국의 시인이다. 경상남도 산청에서 태어났으며. 문예지 계간《시와 시인》에 '허공' 등이 박재삼 詩人에 의해 추천되어 등단하였다.

## 약력
1993년 19세의 나이에 문예지 계간《시와 시인》에 '허공' 등이 박재삼 詩人에 의해 추천되어 신인상 수상으로 문단에 등단하였다.
현재 서울시 강남구청에서 근무하고 있으며, 2008년 《삼청공원에서 한국시연구협회》,《종로문인협회》연합 시낭송회를 주관하였다.
한때는 호세실바의 마인드컨트롤(SILVA mind-control)과 UFO, 동양사상에 심취하였으나 1992년 죄사함으로 거듭남을 경험하고 기독교신앙에 귀의하여 10대 시절의 방황을 모은 첫시집 《허공으로 살을 쏜 어리석은 이》를 1994년 상재하고 여러 잡지에 작품을 기고하는 등 활발한 문학 활동을 펼쳤으나 곧 현실과의 괴리를 절감하고 신앙과 묵상 속에서 자신 세계를 개척하고 있다.
- 《국제펜클럽한국본부 회원》
- 《한국문인협회 회원》
- 《한국문인협회 60年史 편찬위원》
- 《아침산문학회 이사》
- 《한국시연구협회 사무차장》
- 《서울특별시 종로구청》
- 《서울특별시 강남구청 공무원》

## 저서 및 작품
- 《허공으로 살을 쏜 어리석은 이》(청학, 1994/09/01) ISBN 13-2006507000831
- 《아침산문학(2009년 10월호) “추수마당”외 2편 기고》
- 《月刊文學(2009년 6월호) “낙원을 찾아” 기고》
- 《모던포엠(세계모던포엠작가회 2009년4월호) “책으로부터의 작은 묵상” 등 3편 번역본》
- 《종로문학(2008년12월) “서쪽하늘 별을 보며”등 다수 기고》

## 수상
- 《2009년 제3회 박재삼 문학상 특별상 수상》
- 《2009년 종로구업무평가 최우수 행정표창 수상》
- 《2009년 종로구의회 행정사무감사 수범사례 우수공무원 표창 수상》